# Текуч (Телеорман)
Текуч (рум. Tecuci) — село у повіті Телеорман в Румунії. Входить до складу комуни Балач.
Село розташоване на відстані 98 км на захід від Бухареста, 56 км на північний захід від Александрії, 83 км на схід від Крайови.

## Населення
За даними перепису населення 2002 року у селі проживали 1120 осіб, з них 1119 осіб (99,9%) румунів. Усі жителі села рідною мовою назвали румунську.